# 朴賛翊
朴 賛翊（パク・チャニク、박찬익、1884年1月2日 - 1949年2月20日）は日本統治時代の朝鮮の独立運動家。中国通で大韓民国臨時政府では主に対中国外交活動を行っていた。号は南坡(남파)。別名は濮純、朴純、朴南坡など。

## 経歴
1884年、京畿道に生まれる。成人になるまで書堂で儒学を学んだ。1904年、漢城府の農商工学校に入学するが、日本人教師との摩擦が原因で学校を中退。保安会に参加して、日本の韓国荒蕪地開拓案に反対した。新民会にも加入して西北地域で啓蒙教育運動を展開した。
1909年、独立運動に参加するため上海に亡命。上海や南満各地を行き来して同志との連絡を企図した。臨時政府が樹立されると臨時議政院議員。1921年7月、臨時政府外務部外事局長兼次長代理。1930年4月、臨時政府南京駐在員。臨時政府が重慶に在った時は国務委員を務めた。1940年10月、臨時政府法務部長（～1944年5月）。1943年1月、臨時政府外交研究委員。
金九の帰国後は駐華代表団団長兼韓国独立党中国総支部執行委員長。韓僑の集中管理・一括送還政策など軍政当局による韓僑の扱いに抗議した。また行政院、陸軍総部、軍令部、外交部などと交渉した結果、韓僑問題は外交部の統一的な管理下に置かれることになった。1946年秋から1948年春まで瀋陽に滞在。1948年4月に帰国してからは金九と李承晩・韓民党とに鼎立していた保守勢力の連携・統合に動いていたが、1949年2月20日にソウル昌信洞の旅邸滞在中に死亡。
1963年、建国勲章独立章を追叙。
2009年8月、大韓民国国家報勲処が8月の「今月の独立運動家」に選定。